# Catasetum rooseveltianum
Catasetum rooseveltianum là một loài thực vật có hoa trong họ Lan. Loài này được Hoehne mô tả khoa học đầu tiên năm 1916.